# Большержаксинский сельсовет
Большержаксинский сельсовет — муниципальное образование со статусом сельского поселения в Ржаксинском районе Тамбовской области.
Административный центр — село Большая Ржакса.

## История
В соответствии с Законом Тамбовской области от 17 сентября 2004 года № 232-З установлены границы муниципального образования и статус сельсовета как сельского поселения.

## Население
| 2010  | 2012  | 2013  | 2014  | 2015  | 2016  | 2017  |
| ----- | ----- | ----- | ----- | ----- | ----- | ----- |
| 1195  | ↘1188 | ↘1186 | ↘1175 | ↘1139 | ↘1091 | ↘1053 |
| 2018  | 2019  | 2020  | 2021  |       |       |       |
| ↘1029 | ↘1001 | ↘986  | ↘967  |       |       |       |

## Состав сельского поселения
| № | Населённый пункт | Тип населённого пункта       | Население |
| - | ---------------- | ---------------------------- | --------- |
| 1 | Большая Ржакса   | село, административный центр | ↘572      |
| 2 | Перевоз          | село                         | ↘267      |
| 3 | Семёновка        | село                         | ↘356      |